# Франсіско Ферреро
Франсіско Ферреро (ісп. Francisco Ferraro), також відомий як Панчо Ферреро (ісп. Pancho Ferraro; 21 травня 1945, Буенос-Айрес, Аргентина) — аргентинський футболіст і футбольний тренер .

## Ігрова кар'єра
Панчо Ферреро всю свою ігрову кар'єру провів в Аргентині, виступаю за такі команди як: «Чакаріта Хуніорс», «Нуева Чикаго», «Олл Бойз», «Альтос Хорнос Сапла» і «Атлетіко Тукуман».

## Тренерська кар'єра
У 1992 році у віці 47 років він почав свою тренерську кар'єру, очоливши «Депортіво Еспаньйол», а через рік перейшов у клуб «Хімнасія і Есгріма». У 1997 році став тренером футбольного клубу «Колон».
У сезоні 00/01 очолював іспанський «Реал Вальядолід», але через незадовільні результати був звільнений. Після провалу в Іспанії він вирішив зробити перерву у тренерській діяльності, а через п'ять років очолив молодіжну збірну Аргентини, з якою який у 2005 році здобув перемогу на молодіжному чемпіонаті світу. У складі його команди грали такі майбутні зірки світового футболу як Ліонель Мессі, Серхіо Агуеро, Пабло Сабалета та інші''.
Через кілька місяців після відставки головного тренера збірної Аргентини Хосе Пекермана Панчо вирішив покинути молодіжку' у липні 2006 року. У період з 2007 по 2011 тренував такі команди, як: «Бельграно» (2007—2008), «Сан Мартін» (2009—2010) і «Хімнасія і Есгріма» (2010—2011).

## Досягнення

### Як тренера
Аргентина до 21
- Переможець молодіжного чемпіонату світу (1): 2005